# 四川省监察委员会
四川省监察委员会，简称四川省监委，是中华人民共和国四川省的省级地方国家监察机关，与中国共产党四川省纪律检查委员会合署办公。

## 历史沿革
2018年2月2日上午11点30分，四川省监察委员会正式挂牌成立。

## 机构设置
- 办公厅
- 组织部
- 宣传部
- 研究室
- 法规室
- 党风政风监督室
- 信访室
- 案件监督管理室
- 第一至第十六纪检监察室、
- 案件审理室
- 纪检监察干部监督室
- 离退休人员工作室
- 机关党委

事业单位
- 机关服务中心
- 网络政务与电教中心
- 党风廉政建设研究中心

## 历任领导
第十三届人大
- 任期：2018年2月2日[3]－
- 主任：王雁飞（2018年1月30日[4]－2021年11月25日） → 廖建宇（2021年11月25日[5]－）
- 副主任：张剡（－2019年3月28日）、郑东风（－2022年6月9日）、贾瑞云（－2018年9月30日）、张冬云、张乾华（2019年9月26日－2021年9月29日）、熊焱（2021年9月29日－）、赵正文（2021年9月29日－）、凯旋（2022年6月9日－）
- 委员：黄秀川（－2021年）、邓波（－2022年7月28日）、凯旋（－2022年6月9日）、肖克强（－2021年5月28日）、杨晓（2021年6月25日－2022年1月15日）、黄春江（2021年6月25日－）、余民（2021年6月25日－）、贾璋炜（2022年7月28日－）、陈飞（2022年7月28日－）、徐强（2022年7月28日－）